# ISO 3166-2:MP

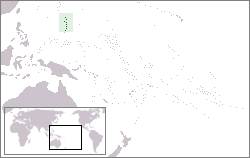
Islas Marianas del Norte

ISO 3166-2:MP es la entrada para las Islas Marianas del Norte en ISO 3166-2, parte de los códigos de normalización ISO 3166 publicados por la Organización Internacional de Normalización (ISO), que define los códigos para los nombres de las principales subdivisiones (p.ej., provincias o estados) de todos los países codificados en ISO 3166-1. "MP" es la abreviatura de "Marianas del Pacífico".
En la actualidad, en la entrada para las Islas Marianas del Norte no hay códigos definidos en la ISO 3166-2.
Las Islas Marianas del Norte, un área insular de Estados Unidos , tienen oficialmente asignado el código MP para la ISO 3166-1 alfa-2. Además, tienen también asignado el código US-MP para la ISO 3166-2 bajo la entrada para los Estados Unidos.